# 마르틴 에라트
마르틴 에라트(체코어: Martin Erat, 체코어 발음: [ˈmarcɪn ˈɛrat] ( 듣기), 1981년 8월 29일~)는 체코의 은퇴한 아이스하키 선수로 포지션은 라이트윙이다. 내셔널 하키 리그(NHL)의 내슈빌 프레더터스, 워싱턴 캐피털스, 애리조나 카이오티스에서 활동했다.
체코 아이스하키 국가대표팀의 일원으로 올림픽에 4회 참가했고 2006년 동계 올림픽에서 동메달을 획득했다. 또한 세계 선수권 대회에서 은메달 1개, 동메달 1개를 획득했다.

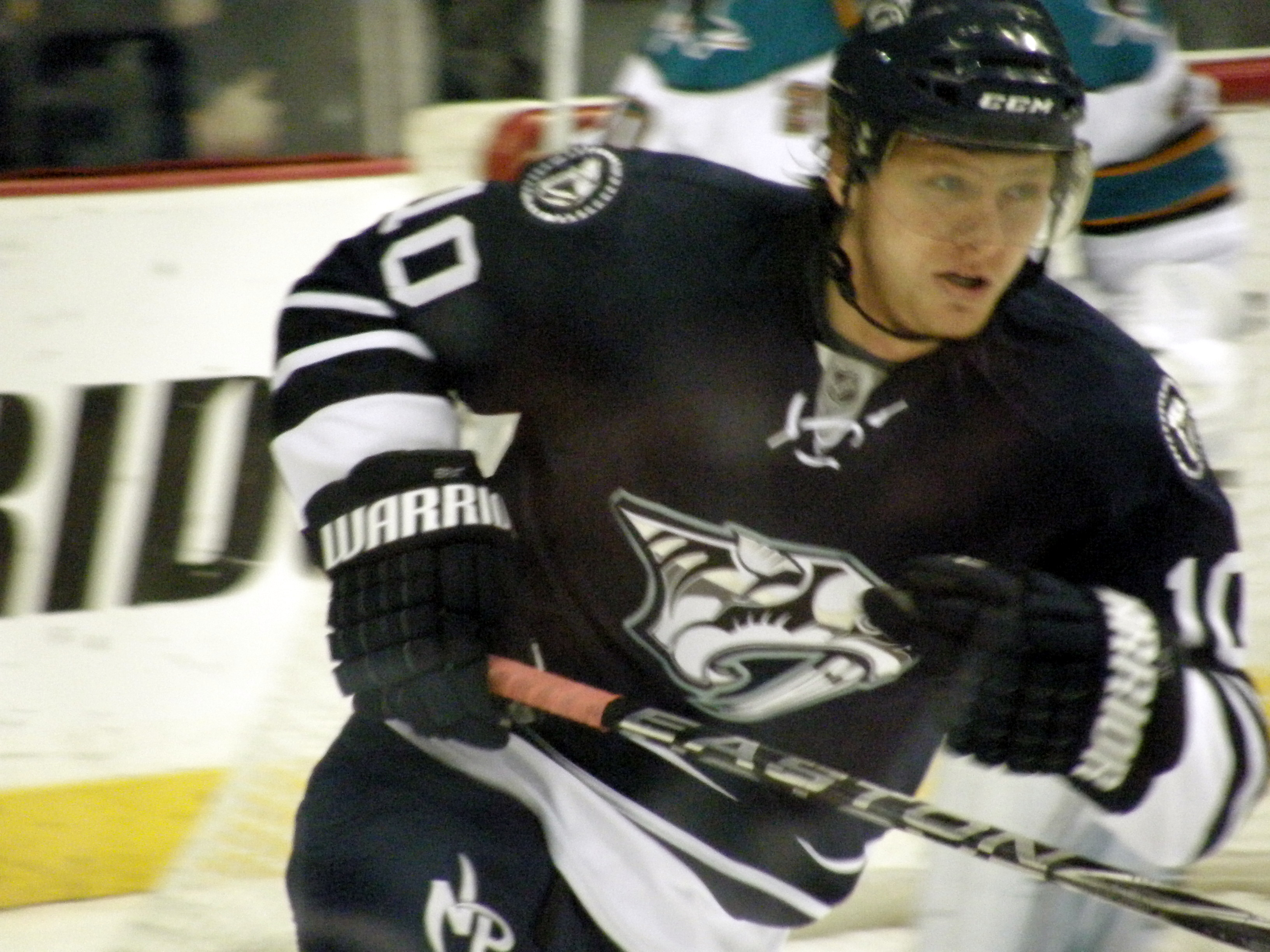
2010년 2월 내슈빌 프레더터스 소속 당시의 에라트

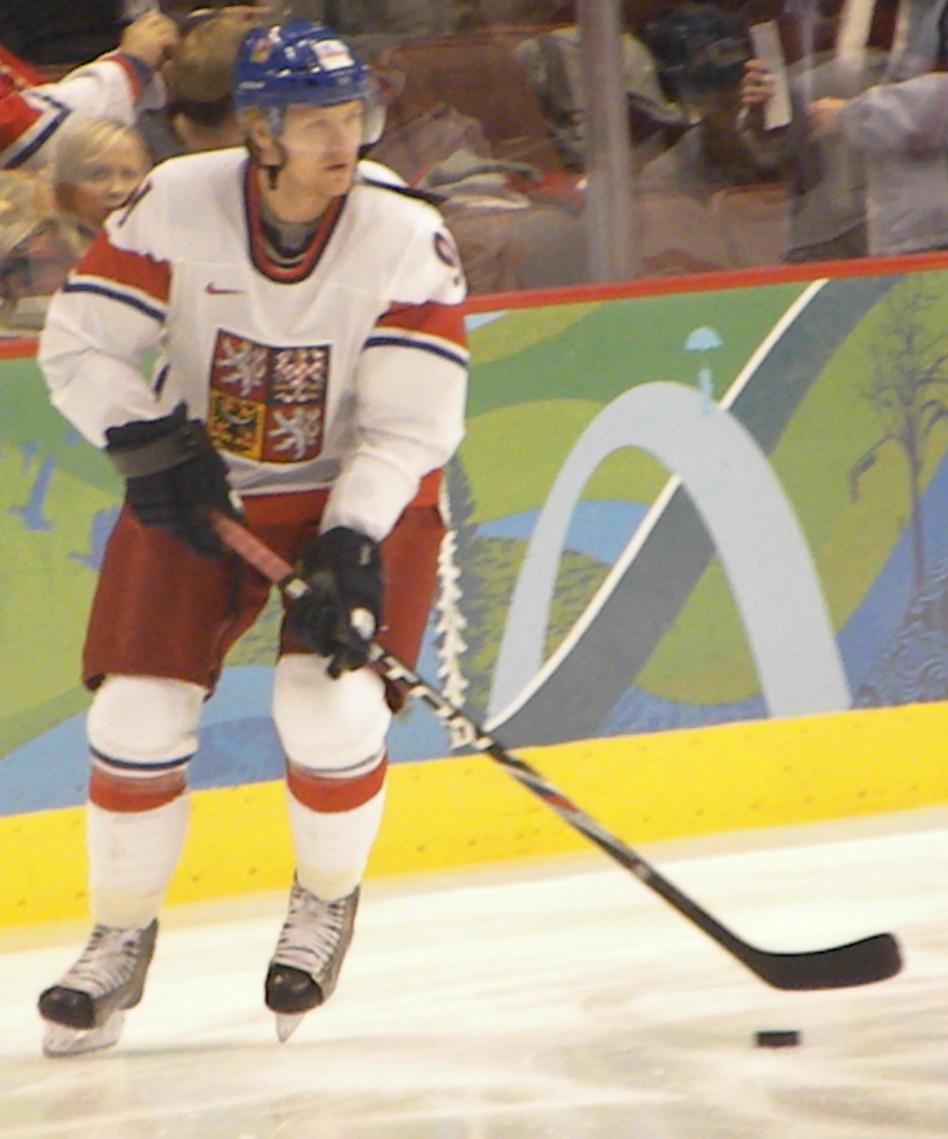
2010년 동계 올림픽 슬로바키아전 당시의 루옹고